# Delegació del Govern d'Espanya a la Comunitat Valenciana
La Delegació del Govern d'Espanya a la Comunitat Valenciana és la màxima representació del Govern d'Espanya en el territori del País Valencià.
La delegació és una institució de caràcter polític, pel qual la competència per al nomenament del delegat i subdelegats recau en el Govern d'Espanya i té les funcions principalment de dirigir l'Administració de l'Estat en el territori autonòmic i coordinar-la amb l'administració pròpia del País Valencià: la Generalitat Valenciana. També s'encarrega de la coordinació al País Valencià de les forces i cossos de seguretat de l'Estat (Policia Nacional i Guàrdia Civil) i la Unitat de Protecció Civil. A més també presta serveis territorials en matèria de:
- Informació i atenció al ciutadà.
- Drets ciutadans i seguretat ciutadana.
- Secretaria del Jurat Provincial d'Expropiacions Forçoses.
- Actuacions contra la violència de gènere.
- Estrangeria.
- Indústria i energia.
- Alta inspecció d'educació.
- Agricultura i pesca.
- Sanitat.
- Treball i afers socials.
- Foment.
- Institut Geogràfic Nacional.

La comissió territorial d'assistència al Delegat del Govern està integrada per tres sots-delegats, un per cada província valenciana: Sotsdelegació del Govern a València, sotsdelegació del Govern a Alacant i sotsdelegació del govern a Castelló.
La seu de la Delegació del Govern d'Espanya a la Comunitat Valenciana es troba al Palau del Temple de la ciutat de València.

## Llista de persones delegades del govern
| Núm. | Nom                           | Inici | Fi   | Partit |
| ---- | ----------------------------- | ----- | ---- | ------ |
| 1r   | Eugenio Burriel de Orueta     | 1982  | 1989 | PSPV   |
| 2n   | Francisco Granados Calero     | 1989  | 1995 | PSPV   |
| 2n   | Carmen Moya García            | 1995  | 1996 | PSPV   |
| 3r   | Carlos Javier González Cepeda | 1996  | 2000 | PPCV   |
| 4a   | María Carmen Más Rubio        | 2000  | 2002 | PPCV   |
| 5é   | Francesc Camps i Ortiz        | 2002  | 2002 | PPCV   |
| 6é   | Juan Gabriel Cotino Ferrer    | 2002  | 2004 | PPCV   |
| 7é   | Antonio Bernabé García        | 2004  | 2008 | PSPV   |
| 8é   | Ricardo Peralta Ortega        | 2008  | 2010 | PSPV   |
| 9a   | Ana Botella Gómez             | 2010  | 2011 | PSPV   |
| 10a  | Paula Sánchez de León         | 2011  | 2014 | PPCV   |
| 11é  | Serafín Castellano Gómez      | 2014  | 2015 | PPCV   |
| 12é  | Juan Carlos Moragues Ferrer   | 2015  | 2018 | PPCV   |
| 13é  | Juan Carlos Fulgencio Tejedor | 2018  | 2020 | PSPV   |
| 14a  | Gloria Calero Albal           | 2020  | 2022 | PSPV   |
| 15a  | Pilar Bernabé García          | 2022  | -    | PSPV   |